# Susan Calvin
Susan Calvin es un personaje de ficción protagonista en muchos de los cuentos sobre robots del prolífico escritor Isaac Asimov.
Nacida en 1982, es jefa de robopsicología en US Robots and Mechanical Men, Inc, la mayor productora de robots en el siglo XXI, es una persona de temperamento fuerte, terca, cuyo odio hacia la humanidad solo podía ser igualado por su genialidad y su fascinación por la mente de los robots.

## Biografía
A la edad de veinte años, Susan Calvin formó parte de la comisión investigadora psicomatemática ante la cual el Dr. Alfred Lanning, de la U.S. Robots, presentó el primer robot móvil equipado con voz. Era un robot grande, basto, sin la menor belleza, que olía a aceite de máquina y destinado a las proyectadas minas de Mercurio. Pero podía hablar y razonar. Susan no dijo nada en aquella ocasión; no tomó tampoco parte en las apasionadas polémicas que siguieron. 
Era una muchacha fría, sencilla e incolora, que se defendía contra un mundo que le desagradaba con una expresión de máscara y una hipertrofia del intelecto. Pero mientras observaba y escuchaba, sentía la tensión de un frío entusiasmo. 
Se graduó en la Universidad de Columbia en el año 2003, y empezó a dedicarse a la Cibernética. Todo lo que se había hecho durante la segunda mitad del siglo veinte en materia de "máquinas calculadoras" había sido anulado por Robertson y sus cerebros positrónicos. Las millas de cables y fotocélulas habían dado paso al globo esponjoso de platino-iridio del tamaño aproximado de un cerebro humano. Aprendió a calcular los parámetros necesarios para establecer las posibles variantes del "cerebro positrónico"; a construir "cerebros" sobre el papel, de una clase en que las respuestas a estímulos determinados podían producirse muy aproximadamente. 
En 2008, se doctoró e ingresó en la U.S. Robots como "robopsicóloga", convirtiéndose en la primera gran practicante de esta nueva ciencia. Lawrence Robertson era todavía presidente de la corporación; Alfred Lanning había sido nombrado director de investigaciones.

## Apariciones
Años después de los acontecimientos de Yo, robot Susan Calvin es mencionada en Los robots del amanecer por el doctor Han Fastolfe como una especie de semidiosa para todos los espaciales. 
Susan Calvin también es mencionada por Arthur C. Clarke en su novela 3001: Odisea final.
En la película Yo, robot producida en 2004 por Alex Proyas y protagonizada por Will Smith, aparece el personaje de la doctora Susan Calvin, interpretado por Bridget Moynahan. Ella es robopsicóloga y jefe de la empresa y ayuda a el detective Spooner (Will Smith) a descubrir que el ordenador central de la compañía, VIKI, un cerebro positrónico que dirige a todo este mundo altamente mecanizado (Chicago, Nueva York, Washington y Los Ángeles), está tramando algo: una auténtica rebelión de robots.
- Datos: Q1073739